# Forcipomyia hobbsi
Forcipomyia hobbsi är en tvåvingeart som beskrevs av Wirth och Gustavo R. Spinelli 1992. Forcipomyia hobbsi ingår i släktet Forcipomyia och familjen svidknott. Inga underarter finns listade i Catalogue of Life.